# Polyrhachis ugiensis
Polyrhachis ugiensis é uma espécie de formiga do gênero Polyrhachis, pertencente à subfamília Formicinae.